# Pseudopaguristes bicolor
Pseudopaguristes bicolor is een tienpotigensoort uit de familie van de Diogenidae. De wetenschappelijke naam van de soort is voor het eerst geldig gepubliceerd in 2004 door Asakura & Kosuge.